# M4music
m4music ist ein von Migros seit 1998 jährlich veranstaltetes Schweizer Musikfestival. Das Festival findet in Lausanne und Zürich statt. Es werden sowohl nationale junge Schweizer Musiker als auch internationale Acts präsentiert. Des Weiteren ist die Demotape Clinic fester Bestandteil, in der weitgehend unbekannte aufstrebende Schweizer Künstler mit einem Preis prämiert werden. Darüber hinaus findet auch eine Konferenz statt, in der Künstler über ihre Musik diskutieren. Alle Nachmittagsveranstaltungen sind im Sinne des sozialen Engagements von Migros gratis.

## Geschichte
Das Musikfestival m4music wurde von Migros ins Leben gerufen, um bestehende Defizite in der Schweizer Szene auszugleichen. Das Festival sollte ein Ort sein an dem neue Talente ihre Musik vorstellen können und mit erfahrenen Musikern in Kontakt kommen. Gleichzeitig sollen internationale Acts eingeladen werden, um die Schweizer Musik nach aussen zu tragen und Kontakte zu knüpfen. m4music versteht sich so auch als Förder- und Networkingfestival.
Die Konferenz, welche 1999 das erste Mal abgehalten wurde, sollte dazu dienen aktuelle Fragen der Musikszene zu besprechen und durch die Presse an die Öffentlichkeit zu tragen. Ebenfalls 1999 wurde das erste Mal die Demotape Clinic durchgeführt. Gleichzeitig zeigten sich viele etablierte Musiker aus den Bereichen Pop, Rock, Urban und Electronica bereit in der Jury die Gewinner auszuwählen.
2003 war m4music an der Gründung von Swiss Music Export beteiligt. Dabei werden ausländische Booker, Labelmanager und Medienschaffende eingeladen, um ihnen die Schweizer Musikszene vorzustellen.
Als Festivalort wurde der Schiffbau mit den Clubs Moods und Exil gewählt. Seit 2010 wird das Festival in Lausanne eröffnet. Ab 2014 kooperierte das Festival mit den Radiosendern Couleur 3 und Virus.

## Demotape Clinic
In der Demotape Clinic können Nachwuchsmusiker ihre Werke einreichen. In vier Kategorien wird dann jeweils ein Sieger mit 3000 Franken prämiert. Der stärkste Song wird als «Demo of the year» ausgezeichnet. Gewinner in dieser Kategorie waren unter anderem Knackeboul, Steff la Cheffe, Wolfman, The Chikitas oder Asbest.

## Termine und Bands
| Datum                    | Künstler | Sonstiges        |
| ------------------------ | --- | ---------------- |
| 25.–27. März 2010        | Bonaparte, Solange La Frange, Round Table Knights, Josef of the Fountain, José González, These New Puritans, First Aid Kit, Miss Platnum, Katzenjammer, Anna Aaron & Band, DJs Ulli & Maesoo, Goran Potkonjak, Booka Shade, Hadouken!, Yuksek, Metronomy, Karl Bartos, Aloan, Saalschutz, DJs Regional Liga | 30 Acts 4 Bühnen |
| 24.–26. März 2011        | Darkstar, The Streets, Everything Everything, Darkstar, Friendly Fires, Danger, Ebony Bones, Steff la Cheffe, Young Rebel Set, The Naked And Famous, Tinchy Stryder, WU LYF, Frittenbude, Heidi Happy, The Rambling Wheels, Does It Offend You, Yeah?, Goose, Oy, James Gruntz, Navel, Buvette, Mundartisten, Verena von Horsten, Alvin Zealot, Olli Schulz, Joker & Nomad, Mama Rosin, Ei Wada, Summer Camp, We Loyal, The Bianca Story, Stereo Youth, Crazy Boys Generation, My Heart Belongs To Cecilia Winter, Sexomodular, Bauchamp, Playgroundkidz, Zooki & Roxx, Infadels DJ-Set, DJs Shy Lajoie & Pat, sigma6, New.com, Bildstörung, Subsound, DJ Scott Vega, DJs Macho Burrito & The Thin Man, VJ Jynzé, DJ Ryan Riot, She-DJ Polly P., Pixelpunx, DJ Rocketaro, DJ Maesoo | 42 Acts 4 Bühnen |
| 22.–24. März 2012        | Bit-Tuner, Fauve, Modeselektor, Static Frames, The bianca Story, Djerry C, Adry, Speedrax, Bastian Baker, Boots Electric, Buraka Som Sistema, Christopher Christopher, Delilahs, Fai Baba, Goodbye Fairbanks, Jamie Woon, Le Dompteur, Mark Lanegan, Pulled Apart By Horses, Rocky Votolato, Schwellheim, Steve Smyth, Terry Lynn, Zed Bias, Tropical Continent, Look Like und Jack Pryce, Shy Lajoie & Pat, Mannequine, Casper, Colveen, Dispatch, Freestyle Convention, Fuck Art, Let’s Dance, Huck Finn, Kid Chocolat, Knackeboul, Mayer Hawthorne, One Sentence. Supervisor, Boy, Pablopolar, Pamela Méndez, Peter Kernel, SebastiAn, The Brandt Brauer Frick Ensemble, The Maccabees, Wolf Gang, Indiependance Maesoo, CEO Müller                                              | 49 Acts 4 Bühnen |
| 21.–23. März 2013        | Foals, FM Belfast, Beardyman, Chase & Status DJ SET with RAGE, Jamie Lidell, Delphic, Totally Enormous Extinct Dinosaurs, The Jezabels, Velvet two Stripes, VETO, Wild Belle, Walk off the Earth, ME, Stay+, Evelinn Trouble, Zeno (Venetus Flos), We Invented Paris, Domi Chansorn, Dance Affair, Kellerkommando, Hack & Nick, Dead Bunny, Kellerkind, Labrador City, Jimi Jules, LCMDF – Le Corps Mince De Françoise, La Gale, Min King, OY, Monkberry Moon Orchestra, Pablo Einzig, Steff La Cheffe, Schlachthofbronx, Take Me Home, Sheila She Loves You, The Animen, Signori Misteriosi, The Legendary Lightness, Tanzstunde, Luke Redford | 45 Acts 4 Bühnen |
| 27-29. März 2014         | Blood Red Shoes, Broken Bells, WhoMadeWho, Bonaparte, Left Boy, Charli XCX, We Are Scientists, Dillon, Kakkmaddafakka, AraabMuzik, Glass Animals, Tycho, Mighty Oaks, Ry X, Thumpers, Rambling Wheels, Wye Oak, Fryars, Kassette, Pablo Nouvelle, The Lonesome Southern Comfort Company, Da Cruz, Open Season, Ira May, Skor, Yokko, Death Of A Cheerleader, Wolfman, Shazam Bell, Pedro Lehmann, Monotales, Rootwords, Kapnorth, Adieu Gary Cooper, Me, Valentin & You, Milchmaa, Projekt Popdesign ZHDK, Ekat Bork, Nadine Carina, Kyasma, Jeans For Jesus, Animal Trainer, Manuelle Musik, Manuel Moreno, Delakeyz, Parkcity, Look Like | 45 Acts 4 Bühnen |
| 26.–28. März 2015        | AWOLNATION, Jungle, Sohn, Bilderbuch, Nneka, MØ, Lo & Leduc, Is Tropical, Zola Jesus, Black Box Revelation, Urban Cone, Larytta, Sinkane, Camilla Sparksss, Stevans, Sizarr, Rampue, Phoria, Buvette, Stu Larsen, James Gruntz, Lonely The Brave, True, Mimiks, One Sentence. Supervisor, Conjonctive, Death By Chocolate, Missue, From Kid, Reza Dinally, High Heels Breaker, Klischée, Verveine, Yellow Teeth, END, Rival Kings, Weekend Phantom, Damian Lynn, Gaia, Forks, Trinidad (DJ), Kyrill & Redford (DJ), Sentiment (DJ), La Foret (DJ) | 45 Acts 4 Bühnen |
| 14.–16. April 2016       | Al Pride, Ali & LCone, Andrea Bignasca, Benotmane, Brian Fallon & The Crowes, Chefket, Ciaran Lavery, Definition, Dodo, Don’t Kill the Beast, Egopusher, Faber, FlexFab, Gorgon City, Ingrid Lukas, IOKOI, Jaakko Eino Kalevi, Junior Tshaka, Kadebostany, Kid Simius, Klaus Johann Grobe, Kyla La Grange, L’aupaire, Laskaar, Le Roi Angus, Len Sander, Manillio, Mantocliff, Neonschwarz, Nkelo, OK Kid, Pablo Nouvelle, Rat Boy, Rio Wolta, Samsara (DJ), Satellite Stories, Serafyn, Several Definitions (DJ), The Boxer Rebellion, The Chikitas, The Lytics, The Vaccines, The Wedding Party Massacre, Those Wicked Hours, Tom Alemanno & Divalvi (DJ), Tube & Berger, Verena von Horsten, Viillagers, William Fitzsimmons                                                     | 50 Acts 4 Bühnen |
| 30. März – 1. April 2017 | Nemo, Crimer, Panda Lux, Alma, The Shins, SBTRKT | 50 Acts 5 Bühnen |
| 22.–24. März 2018        | Zeal & Ardor, Bombers, KT Grotique, Rootwords, Emily Zoe, Jessiquoi Ibeyi, Patrice, Rhye, Yung Hurn, Hundreds | 42 Acts 5 Bühnen |
| 14.–16. März 2019        | Petite Noir, Black Sea Dahu, A-WA, Steiner & Madlaina, Nao, Temples, Maleek Berry, Jessiquoi, Mighty Oaks, Patrice, Kettcar, Dendemann, Isolation Berlin, Dagobert, Frank Carter & The Rattlesnakes, Wayne Snow, Jamira Estrada, Larkin Poe, Sam Gellaitry, Manillio, Long Tall Jefferson, Tatum Rush, Henry Jamison, Lil Bruzy, Papercutz | 43 Acts 5 Bühnen |